# Plusia contexta
Plusia contexta är en fjärilsart som beskrevs av Augustus Radcliffe Grote 1873. Plusia contexta ingår i släktet Plusia och familjen nattflyn. Inga underarter finns listade i Catalogue of Life.